# Концерт для виолончели с оркестром (Элгар)
Концерт для виолончели с оркестром ми минор, op. 85 — музыкальное произведение для виолончели с оркестром, написанное английским композитором Эдуардом Элгаром в 1919 году. Является последним важным произведением композитора и одним из наиболее известных произведений этого жанра.

## История написания

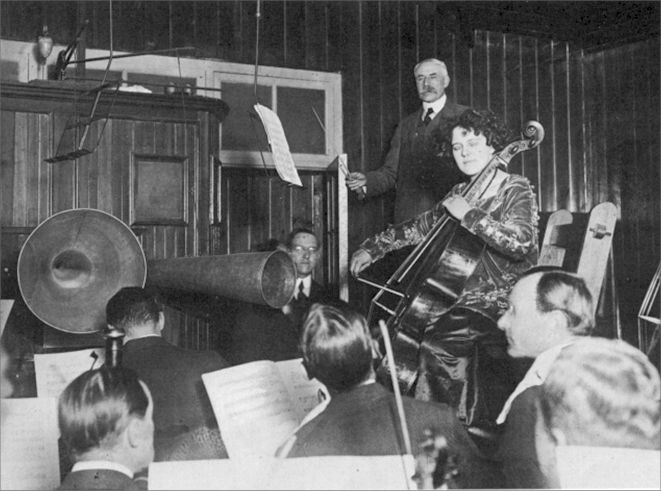
Эдуард Элгар и Беатрис Харрисон записывают виолончельный концерт, 1920 год

Элгар был очень подавлен и потрясён страданиями, причинёнными миру Первой мировой войной. Его первым решением было отойти от сочинительства, и он действительно написал очень мало музыки в течение первых четырёх лет войны. Но в августе 1918 года он возобновляет своё творчество.
В 1918 году композитор перенёс операцию по удалению воспалённых миндалин. После окончания седации, он попросил карандаш и бумагу и записал мелодию, которая позже стала заглавной темой произведения. Вскоре он со своей супругой отправился на отдых в свой коттедж на южном побережье Англии для восстановления после операции. Там он сочинил три камерных произведения, которые, по словам его жены, заметно отличались от его предыдущих композиций. Именно после их премьеры весной 1919 года он приступил к написанию своего виолончельного концерта.
Премьера концерта была провальной. Причиной тому стало малое количество репетиций. На первом концерте Лондонского симфонического оркестра послевоенного сезона 27 октября 1919 года, помимо виолончельного концерта, которым дирижировал композитор, остальной частью программы дирижировал Альберт Коутс, который и отобрал у Элгара часть его времени для репетиций. Солист, Феликс Салмонд, по словам Элгара, не был виноват в провале. После премьеры композитор сказал ему, что если бы не его усердная работа над концертом на репетициях, он бы вообще отозвал концерт из программы выступления.
Именно из-за провальной премьеры концерт надолго забыли. Только через 40 лет, в 1962 году, после его триумфального исполнения Жаклин Дю Пре, концерт обрёл известность и вошел в репертуар известнейших виолончелистов мира.

## Строение произведения
Концерт состоит из 4 частей; общая продолжительность исполнения составляет примерно 30 минут.
1. Adagio — Moderato
2. Lento — Allegro molto
3. Adagio
4. Allegro — Moderato — Allegro, ma non-troppo — Poco più lento — Adagio

### Первая часть
Первая часть написана в трёхчастной форме с интродукцией. Она начинается с сольного речитатива виолончели, за которым следует короткий ответ кларнетов, фаготов и валторны. Виолончель же возбуждённо продолжает своё соло. Затем альты излагают лирическую главную тему в модерато, похожую на плач, которую повторяет виолончель. Струнные играют тему в третий раз, а затем соло виолончели повторяет её уже в фортиссимо. Оркестр и виолончель проводят тему в последний раз, прежде чем перейти к лирической ми мажорной средней части. Она в свою очередь переходит к повторению первой секции. Но в этом разделе опускается тема в фортиссимо для соло виолончели из первого раздела. Медленная первая часть сменяется второй.

### Вторая часть

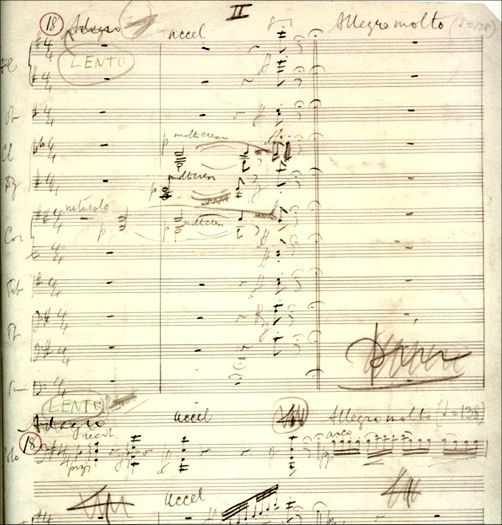
Фрагмент рукописи начала второй части концерта

Вторая часть начинается с быстрого крещендо, пиццикато и спиккато виолончели. Затем виолончель играет главный мотив следующего раздела части. Спиккато продолжается. После краткой каденции следует мотив из шестнадцатых нот. Далее следует скерцо, которое и остаётся до конца части. Вторая часть намного светлее остальных, поскольку символизирует спокойную сельскую довоенную жизнь. На её написание композитора вдохновило пребывание на отдыхе в своем коттедже.

### Третья часть
Медленная третья часть начинается с лирической мелодии и заканчивается ею, используя лишь одну тему. Примером для композитора послужила музыка Шумана, которую он слышал, будучи ещё юношей в Лейпциге. Третья часть переходит без перерыва в четвёртую.

### Четвёртая часть
Четвёртая часть начинается с быстрого крещендо и заканчивается в фортиссимо. Соло виолончели следует с другим речитативом и каденцией. Главная тема части является благородной и величественной. Ближе к концу, в разделе Poco più lento, в котором появляется новый набор тем, темп замедляется. Он замедляется всё больше и больше до темпа третьей части, и повторяется тема оттуда. Этот темп продолжает замедляться, пока вовсе не затихает. Тогда, в самом конце произведения, повторяется речитатив первой части. Это перерастает в повторение главной темы четвёртой части с нарастающим напряжением до последних трёх аккордов, которые и завершают часть.

## Состав оркестра
Деревянные духовые
2 флейты
2 гобоя
2 кларнета
2 фагота
Медные духовые
4 валторны
2 трубы
3 тромбона
туба
Ударные
литавры
Струнные
I и II скрипки
альты
виолончели
контрабасы
Соло виолончель

## Записи
Аудиозаписи концерта Элгара делали многие известные виолончелисты, в том числе (в алфавитном порядке) Жаклин Дюпре (1965, 1967, 1970), Йо-Йо-Ма (1985), Миша Майский (1990), Антониу Менезис (2012), М. Л. Ростропович (1958, 1964), Пьер Фурнье (1967), Линн Харрелл (1979), Феликс Шмидт (1988).